# جورج فرينش
جورج فرينش (بالإنجليزية: George French)‏ (10 نوفمبر 1926 بكولشيستر في المملكة المتحدة - 19 يوليو 2012 بكولشيستر في المملكة المتحدة) هو لاعب كرة قدم بريطاني (وحمل سابقاً جنسية المملكة المتحدة لبريطانيا العظمى وأيرلندا) في مركز الظهير. لعب مع كولتشستر يونايتد.